# Chengtoushan

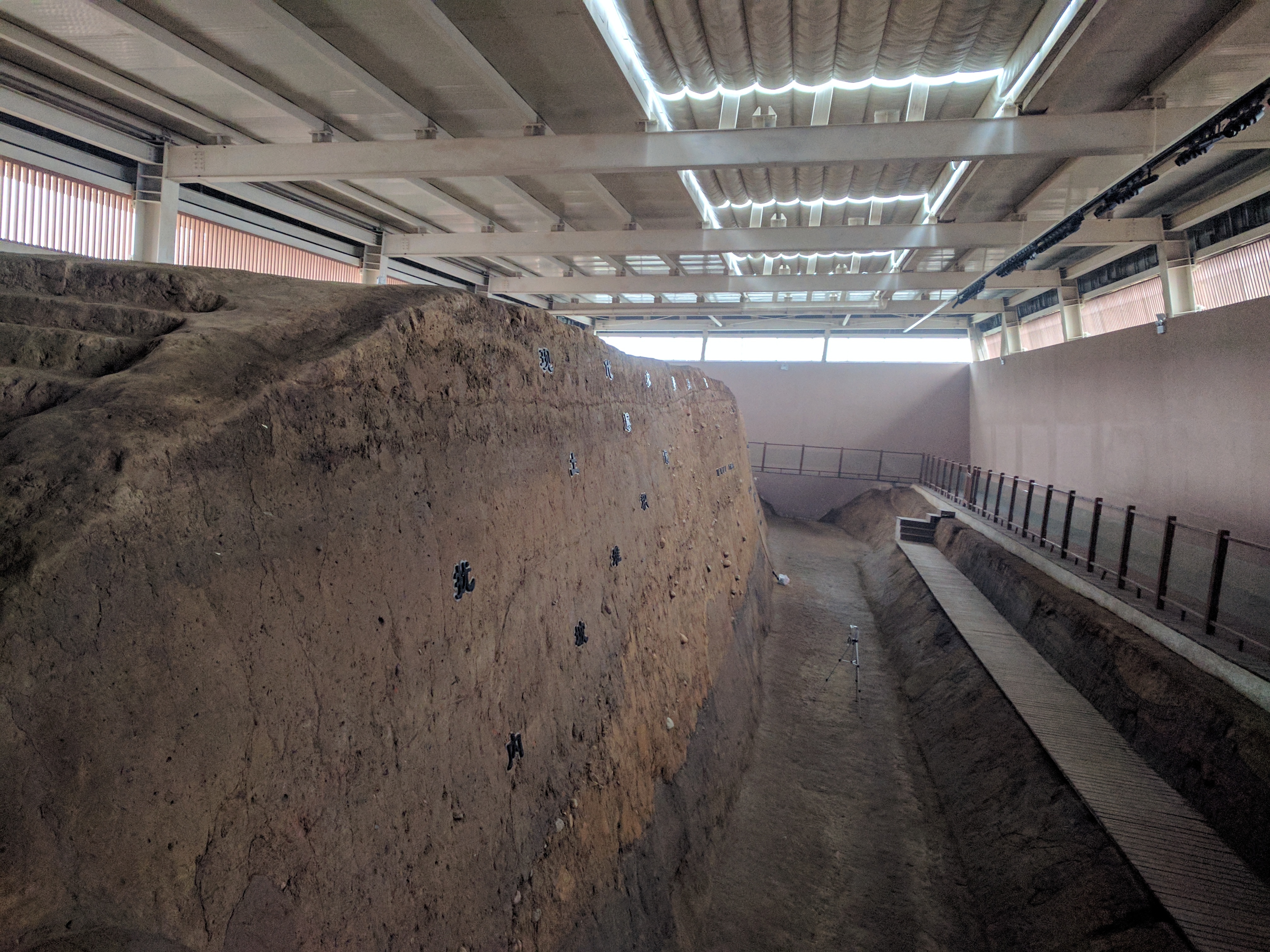
La antigua muralla de Chengtoushan

Chengtoushan (Chino simplificado: 城头山; Chino tradicional: 城頭山; pinyin: Chéngtóushān) fue un asentamiento neolítico ubicado en el borde noroeste del lago Dongting en el condado de Li, Hunan, China.
El sitio está en la aldea de Chengtoushan, ciudad de Chengtoushan, condado de Li, situado a unos 12 km al noroeste de la capital del condado y a 8 km al norte del río Li.

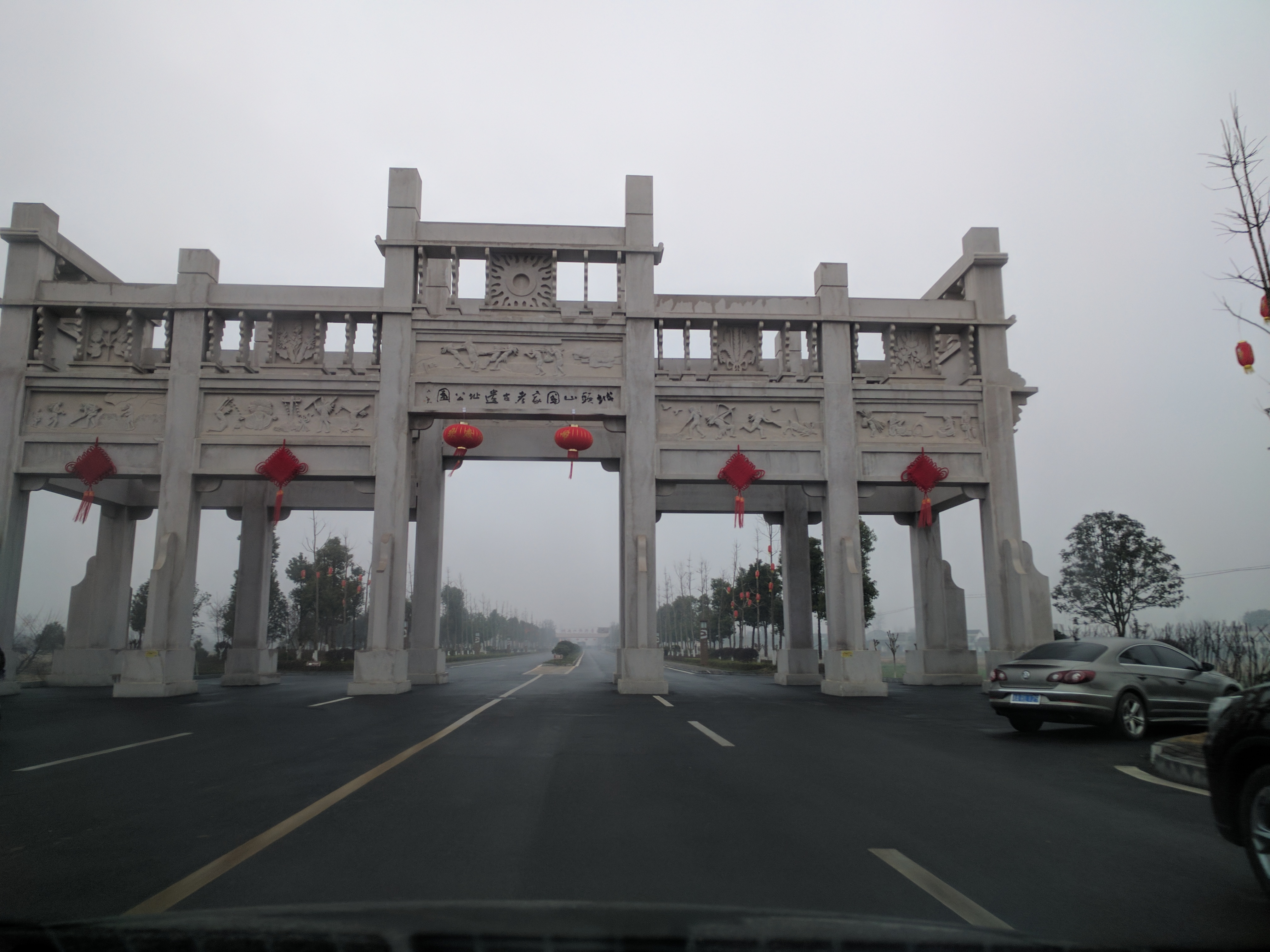
La puerta principal del museo Chengtoushan

El sitio contiene una de las más antiguas siembras de arroz de entre todos los arrozales antiguos fechados en el mundo (que data de 4500 a 3000 aC ). El asentamiento abarcó tres culturas distintas: la cultura Daxi, la cultura Qujialing y la cultura Shijiahe. El sitio fue abandonado alrededor del período medio de la cultura Shijiahe.
Chengtoushan era un asentamiento con forma redonda, rodeado por un foso y un muro de tierra apisonada, que se construyó por primera vez durante la cultura Daxi. Los restos de sacrificios humanos fueron descubiertos bajo los cimientos del muro. También se descubrieron en Chengtoushan los restos de un camino de grava, un puente sobre el río y una puerta de control del río. Es posiblemente uno de los sitios amurallados más antiguos de China, con las paredes y el foso construido alrededor del 4000 aC, que perduraron durante dos milenios.
Los primeros ejemplos conocidos de ladrillos cocidos que se descubrieron en Chengtoushan, datan de alrededor del 4400 a. C. Estos ladrillos estaban hechos de arcilla roja, que se obtenía excavando en los estratos de loess. Fueron quemados por todos lados a más de 600 °C y se utilizaron como baldosas para los suelos de las casas. En el período Qujialing (3300 a. C.), los ladrillos cocidos se utilizaban para pavimentar carreteras y como cimientos de edificios en Chengtoushan.